# جلد (فلم)
جلد (بالإنجليزية: Skin)، هُو فيلم سيرة ذاتية ودراما بريطاني جنوب أفريقي صدر سنة 2008، وعُرض لأول مرة خلال دورة سنة 2009 من مهرجان تورونتو السينمائي الدولي.

## وصلات خارجية
- مقالات تستعمل روابط فنية بلا صلة مع ويكي بيانات